# پیز آرژینت
پیز آرژینت (به لاتین: Piz Argient) یک کوه در سوئیس است که در کانتون گراوبوندن واقع شده‌است. پیز آرژینت ۳٬۹۴۵ متر بالاتر از سطح دریا واقع شده‌است.